# MKS Kalisz
MKS Kalisz (polska: Miejski Klub Sportowy Kalisz, ungefär kommunala idrottsklubben Kalisz) är en idrottsklubb baserad i Kalisz, Polen. Klubben har lag i handboll (herrar) och volleyboll (damer) som i båda fallen spelar på elitnivå (Superliga respektive Tauron Liga). Handbollslaget har funnits sedan 2007 medan volleybollaget har en längre historia. Volleybollaget har blivit polska mästare fyra gånger och vunnit polska cupen fyra gånger. Lagen har under åren använt ett stort antal olika namn.
De båda lagen spelare sina hemmamatcher på Kalisz arena, som har en kapacitet på 3 164 åskådare.